# 甦える大地
『甦える大地』（よみがえるだいち）は、1971年2月26日に公開された日本映画。製作は石原プロモーションで、配給は松竹が担当した。監督は中村登上映時間は119分。鹿島臨海工業地帯の開発に奮闘する男たちの姿を描いた作品で、木本正次の小説「砂の十字架」の映像化である。

## 概要
史実に基づいたドラマ映画で、幕末の中館広之助という郷士が霞ヶ浦の洪水を掘割掘削により鹿島灘へ放流しようとして失敗したことが冒頭で描かれる。後に衆議院議員となる野呂田芳成が主人公のモデルとされる。興行・評価とも石原プロの前作にあたる『ある兵士の賭け』同様振るわず、石原は莫大な債務を背負った。
『迫力ある映画館のスクリーンで見てほしい』との石原の想いから、長らくビデオソフト化されてこなかったが、2013年にDVD化され、2018年には『石原裕次郎シアターDVDコレクション第24号』の付録DVDにも収録された。
映画の撮影は本作の舞台でもある神栖市内の国民宿舎「砂丘荘」に50日間滞在して行われたほか、台風のシーンは秋田で風速30ｍのなかで収録された。冒頭の幕末期の掘割工事のシーンでは、十数分のシーンのために工期3週間、当時の費用で1,500万円をかけてセットが設営された。2020年12月に神栖市歴史民俗資料館に関係資料として台本、チラシ、ポスター、映画半券、スチル写真などの資料が市民から寄贈された。

## 配役
- 植松一也: 石原裕次郎
- 添島美奈子: 司葉子
- 野田鋭介（建設省）: 三國連太郎
- 坂口（地元農民）: 浜田光夫
- 横山（地元農民）: 川地民夫
- 岩下佳子（知事の妻）: 奈良岡朋子
- 土屋啓介（地元農民）: 寺尾聡
- 竜吉（地元農民）: 下川辰平
- 土屋勇作（地元農民）: 森幹太
- 久保（市役所）: 金井大
- 田島: 高津住男
- 東: 椎名勝己
- 勝蔵 （地元農民）: 玉川伊佐男
- 折原（地元農民）: 小高雄二
- 滝井善吉（地元農民）: 高原駿雄
- 助教授: 内藤武敏
- 土屋源作（地元農民）: 信欣三
- とよ: 北林谷栄
- 和子: 寺田路恵
- 土屋幸子: 城野ゆき
- 岩下三雄（茨城県知事）: 岡田英次
- 権藤義一郎（鹿島町長）: 志村喬
- S金属会長: 滝沢修
- 中館広之助: 渡哲也

## スタッフ
- 製作: 石原裕次郎 大工原隆親 小林正彦
- 監督: 中村登
- 助監督: 長井博 堀内隆三
- 脚本: 猪又憲吾
- 原作: 木本正次 『砂の十字架』
- 撮影: 金宇満司
- 音楽: 武満徹
- 美術: 坂口武玄
- 協力: 鶴谷商事株式会社 鶴谷産業株式会社
- 協賛: 茨城県